# Ginwoo Onodera
Ginwoo Onodera (en japonès 小野寺 吟雲), nascut a Yokohama, Japó, el febrer de 2010, més conegut només com a Ginwoo, és un skater japonès. El seu pare, Takeshi Onodera, creu que la pel·lícula d'animació de Disney Cars, que mirava assíduament, combinada amb la impressió que li va produir veure uns skaters patinant al skatepark de Venice Beach, California, el va animar a anar ell mateix sobre rodes l'any 2015, als 5 anys d'edat.
El 2018 va ser descobert per la marca de monopatí basca Jart, i des de llavors ha sigut el seu patrocini principal. Considerat un nen prodigi, ha sigut capaç d'aconseguir podis o guanyar competicions adultes del més alt nivell internacional des de molt jove. El 2021 va quedar en 5a posició als campionats de skate d'O Marisquiño (Vigo, Galícia), però va cridar l'atenció dels mitjans especialment en aconseguir ser el participant més jove de la història de la prestigiosa competició internacional Tampa AM, amb només 11 anys, i quedar en setena posició. El 2022 va participar en el campionat Extreme Barcelona, celebrat al Fòrum Universal de les Cultures. Va quedar segon, només per darrera d'Angelo Caro, un dels millors patinadors del món aquell any. El 2023 va guanyar un certamen de X Games celebrat a Chiba (Japó) en el seu debut en la competició, a l'edat de 13 anys, esdevenint el guanyador més jove de la història d'aquest certamen.
Els seus patrocinis a data de 2023 eren Jart, Redbull, Nike Skateboarding, Bones Wheels, Bones Bearings, Ace, Mob Grip, Diamond Supply i -UFO UFO-.